# Songs (Admiral Freebee)
Pour les articles homonymes, voir Songs.
Albums de Admiral Freebee
Admiral Freebee
(2003) Wild Dreams of New Beginnings 
(2006)
Songs, sorti en 2005, est le deuxième album du groupe de rock belge Admiral Freebee dont l'unique membre permanent est Tom Van Laere.

## L'album
Pour l'enregistrement de cet album Tom Van Laere traverse l'Atlantique et s'entoure de musiciens anglo-saxons expérimentés : Jesse Tobias (Red Hot Chili Peppers, Morrissey, Alanis Morissette), Ric Markmann (Chris Cornell, Heart) et Dean Butterworth (Ben Harper, Morrissey, Good Charlotte). A la production on trouve John Hanlon, ingénieur du son de Neil Young.
Toutes les compositions de l'album sont de Tom Van Laere.

## Les musiciens
- Tom Van Laere : voix, guitare, harmonica, piano
- Jesse Tobias : guitare
- Ric Markmann : basse
- Dean Butterworth : batterie

## Les titres
1. The Worst Is Yet to Come - 4 min 53 s
2. Lucky One - 4 min 11 s
3. Recipe For Disaster - 3 min 29 s
4. Sad Rebel - 3 min 57 s
5. Boy You Never Found - 4 min 06 s
6. Oh Darkness - 3 min 37 s
7. Hope Alone - 2 min 51 s
8. Carry On - 4 min 05 s
9. Waiting For Nothing - 3 min 45 s
10. Murder of the Sun - 4 min 30 s
11. Afterglow - 4 min 04 s
12. Framing the Agony - 2 min 25 s
13. Baby's Chest - 3 min 47 s

## Informations sur le contenu de l'album
- Lucky One, Recipe For Disaster, Oh Darkness et Carry On sont les singles issus de l'album.
- Stefanie Fife assure les parties de violoncelle.
- David Yade assure les parties de claviers.
- Mike Tempo assure les percussions.